# Landauer & Macholl
Landauer & Macholl war eine Branntweinbrennerei und Likörfabrik in Heilbronn.

## Geschichte

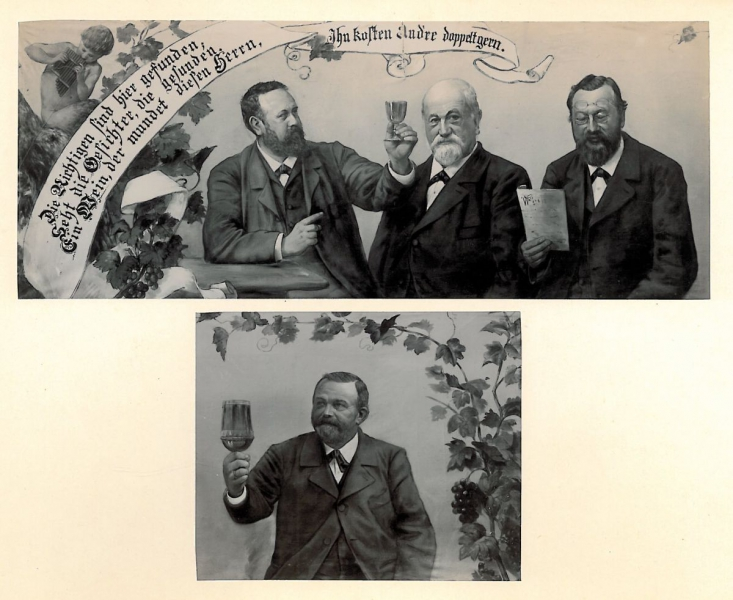
Likörfabrikant Ludwig Landauer (oben Mitte) auf einer Darstellung zur Gewerbeausstellung in Heilbronn 1897

1861 richtete der 36-jährige Max Landauer am Kirchhöfle in Heilbronn eine Branntweinbrennerei und Likörfabrik ein. Seinen Schwager Leopold Macholl nahm er 1866 mit ins Geschäft; ab diesem Zeitpunkt lautete der Firmenname Landauer & Macholl. 
Im Amtlichen Katalog der Ausstellung des Deutschen Reiches zur Wiener Weltausstellung 1873 wird neben Max Landauer und Leopold Macholl auch Moritz Macholl als Inhaber genannt. Hier wird angegeben, die Brennerei habe vormals „Max Landauer“ geheißen und sei schon 1855 gegründet worden. Landauer & Macholl hatten damals 15 Arbeiter.
Obwohl Leopold Macholl das Unternehmen 1874 schon wieder verließ, um sich in München mit seinem Bruder zu etablieren, wurde der Name Landauer & Macholl beibehalten. 
Im Jahr 1876 errichtete man eine neue Dampfbrennerei und Likörfabrik in der Karmeliterstraße 15 und begann, das Produktsortiment stark zu erweitern. 
1894 legte sich Landauer & Macholl mit dem Hammer eines der ältesten deutschen Warenzeichen zu. Landauer & Macholl war die erste deutsche Brennerei, die Cherry Brandy einführte. 

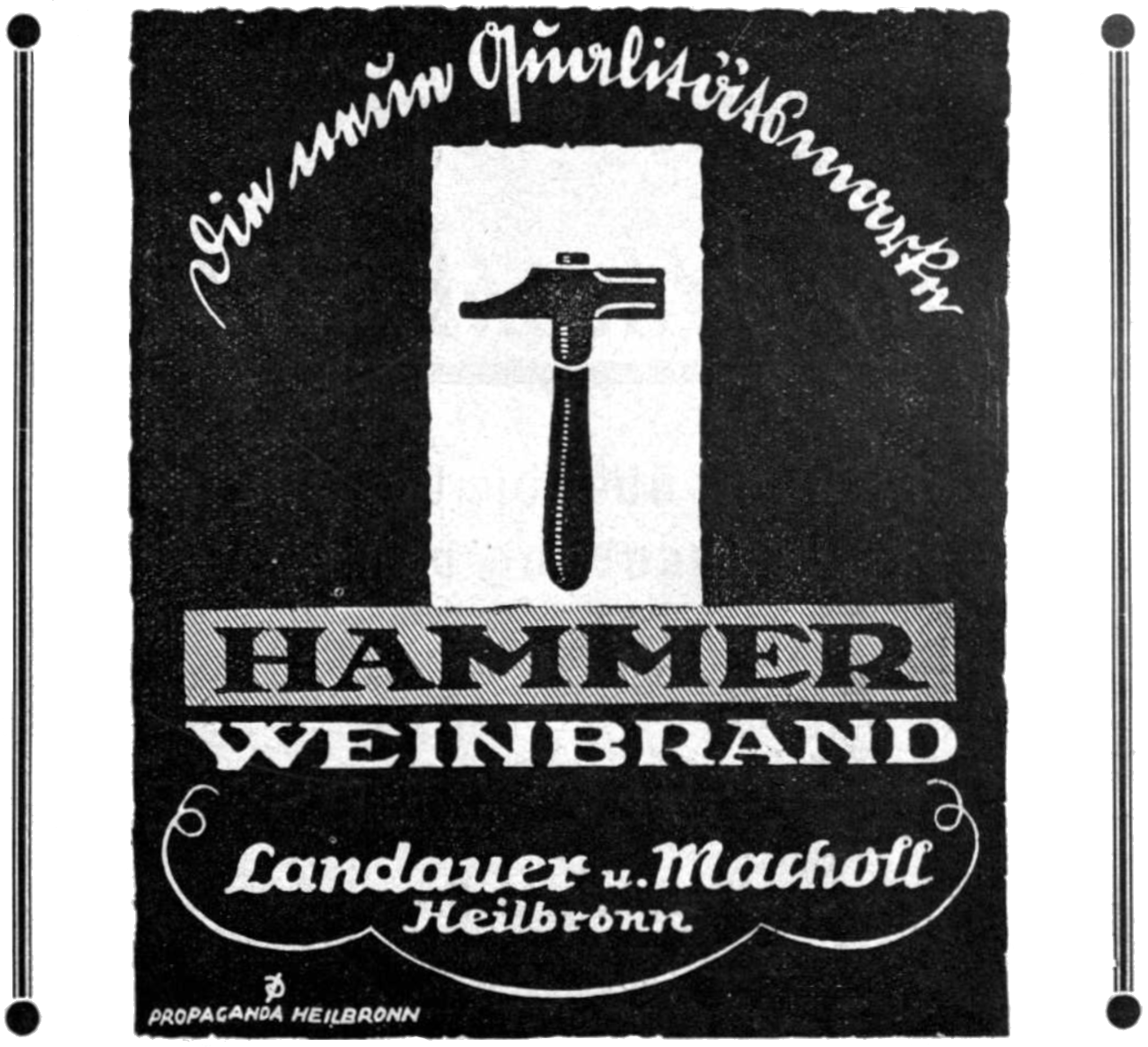
Anzeige für Hammer Weinbrand (1925)

1921 waren die Inhaber von Landauer & Macholl Ludwig und Theodor Landauer. Seit 1920 gehörte auch Ludwig Landauers Sohn Fritz dem Unternehmen an; von 1925 an hatte er die Geschäftsleitung inne, nachdem Theodor Landauer 1922 und Ludwig Landauer 1925 verstorben war. 1931 waren Jenny, Fritz und Max Landauer die Besitzer der Brennerei. Fritz Landauers Wohnstatt in der Klettstraße 5 in Heilbronn wurde in der Reichspogromnacht verwüstet. Der Fall wurde damals, was eine große Ausnahme darstellt, gerichtlich verfolgt.
Während des Dritten Reichs wurde die Brennerei ihren jüdischen Besitzern abgenommen und ging in die Hände von Georg L. Schürger über, der sie 1940 als Hammer-Brennerei Schürger & Co. KG eintragen ließ. Der eigentliche Besitzer der Brennerei, Fritz Landauer, der mit einer Christin verheiratet war, überlebte als angeblich unersetzliche Arbeitskraft bei einem anderen Heilbronner Betrieb. Seine Brüder Max und Robert gingen während der Zeit des Nationalsozialismus außer Landes.
Im Zweiten Weltkrieg wurden die Fabrikanlagen weitgehend zerstört; später wurden sie an ihre rechtmäßigen Besitzer zurückgegeben und neu errichtet. Dieser Wiederaufbau erfolgte 1950; 1960 folgte noch ein Erweiterungsbau an der Karlstraße. Fritz Landauer übernahm wieder die Leitung von Landauer & Macholl und behielt sie bis 1975 bei. Die Hammer Brennerei Landauer & Macholl kaufte 1966 die Berliner Firma Ballin & Co. auf. Zeitweise hatte sie etwa 200 Mitarbeiter. Nachdem die Umsätze zurückgegangen waren, wurde das Unternehmen 1981 liquidiert. Die Brennerei wurde vom Spirituosen-Hersteller Mampe übernommen.

## Museumsbestände und Ausstellungen
Eine Flasche „Jubelbrand“, der anlässlich des hundertjährigen Jubiläums von Landauer & Macholl hergestellt wurde, befindet sich in der Sammlung des Deutschen Historischen Museums.
Das Schwäbische Schnapsmuseum in Bietigheim besitzt mehr als 1000 Exponate zur Geschichte der Brennerei und veranstaltete im Jahr 2013 eine Ausstellung über ihre Geschichte.